# Beta-D-galaktozil-(1-4)-L-ramnoza fosforilaza
Beta-D-galaktozil-(1->4)--ramnoza fosforilaza (EC 2.4.1.247, D-galaktozil-beta1->4-L-ramnozna fosforilaza, GalRhaP) je enzim sa sistematskim imenom beta-D-galaktozil-(1->4)--ramnoza:fosfat 1-alfa-D-galaktoziltransferaza. Ovaj enzim katalizuje sledeću hemijsku reakciju
beta--galaktozil-(1->4)--ramnoza + fosfat {\displaystyle \rightleftharpoons } L-ramnoza  + alfa-D-galaktoza 1-fosfat
Enzim iz Clostridium fitofermentans je takođe aktivan na beta-D-galaktozil derivatima L-manoze, L-liksoze, D-glukoze, 2-dezoksi-D-glukoze, i D-galaktoze.

## Literatura
- Nicholas C. Price; Lewis Stevens (1999). Fundamentals of Enzymology: The Cell and Molecular Biology of Catalytic Proteins (Third изд.). USA: Oxford University Press. ISBN 019850229X.
- Eric J. Toone (2006). Advances in Enzymology and Related Areas of Molecular Biology, Protein Evolution (Volume 75 изд.). Wiley-Interscience. ISBN 0471205036.
- Branden C; Tooze J. Introduction to Protein Structure. New York, NY: Garland Publishing. ISBN 0-8153-2305-0.
- Irwin H. Segel. Enzyme Kinetics: Behavior and Analysis of Rapid Equilibrium and Steady-State Enzyme Systems (Book 44 изд.). Wiley Classics Library. ISBN 0471303097.
- William P. Jencks (1987). Catalysis in Chemistry and Enzymology. Dover Publications. ISBN 0486654605.

## Spoljašnje veze
- Beta-D-galactosyl-(1->4)-L-rhamnose+phosphorylase на 